# Csang és Eng Bunker
Csang és Eng Bunker (Sziám, 1811. május 11. – Mount Airy, Észak-Karolina, 1874. január 17.) kettős torzok, akikről e születési rendellenesség ezen típusa a sziámi iker nevet kapta.

## Életük
Csang és Eng Sziámban, a mai Thaiföldön született a 19. század elején Bangkok közelében. Apjuk kínai, anyjuk félig kínai, félig maláj volt, halászatból éltek. A testvérek neve furcsa állapotukat jelezte: Csang kínaiul jobbot, Eng balt jelent. A két gyerek a mellkasa alsó felén nőtt össze. Szimmetrikus ikrek voltak, vagyis fejlettségük nagyjából azonos volt, és egyetlen szerven sem osztoztak. Májuk ugyan egybenőtt, de a két szerv külön-külön működött. A testvéreknek önálló személyisége volt. Sziámban –  származásuk miatt – kínai ikrekként ismerték őket.

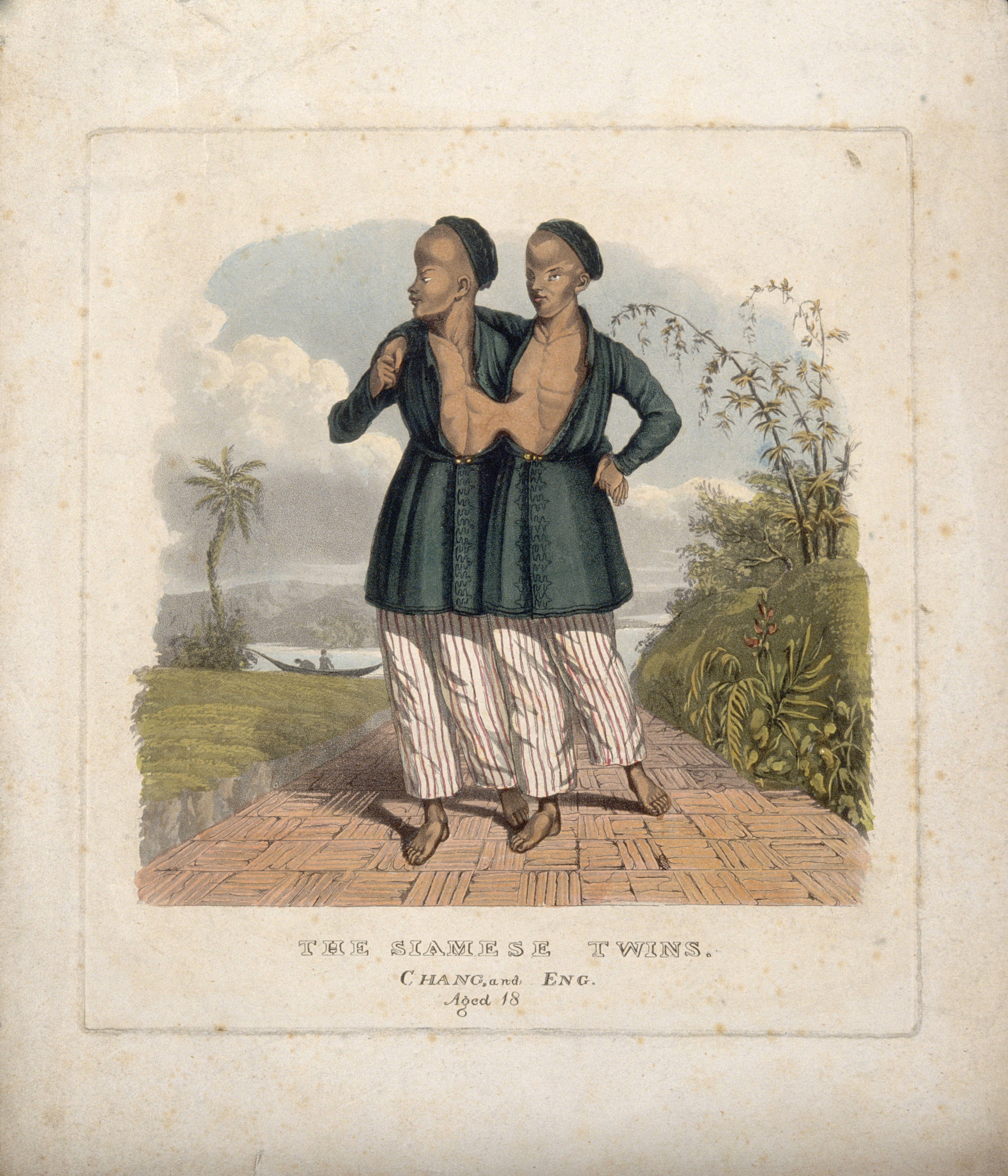
Csang és Eng Bunker (litográfia, 1830)

Különlegességük miatt hamarosan vásári látványosság lett belőlük, még az ország királya is megtekintette őket, annak ellenére, hogy rendellenességüket a világvége előjelének tekintették. Az anyjuk nem engedte, hogy az orvosok szétválasszák őket, mert féltette az életüket. Egyes források szerint megtanította a két fiút, hogy "nyújtsák" az őket összekötő szövetet, így képesek lettek egymás mellé állni. Korábban szemben voltak egymással.
Tizenhét éves korukban egy skót kereskedővel, Robert Hunterrel, aki "kibérelte" őket anyjuktól, elhagyták Sziámot, és a következő évtizedben az Egyesült Államok keleti részén, Kanadában, Kubában és Európában turnéztak. Angliában több orvos is megvizsgálta őket. A francia kormány nem engedte, hogy belépjenek az országba, de a többi európai állam kíváncsi publikuma szívesen látta a testvéreket. Európai útjuk során Hunter eladta részesedését Abel Coffinnak. Amikor Csang és Eng betöltötte 21. évét és nagykorú lett, saját utakat szervezett magának, és kisebb vagyont keresett a fellépésekkel.
Az Egyesült Államokban, az észak-karolinai Mount Airyben telepedtek le, ahol vásároltak egy farmot. Amerikai állampolgárok lettek, családnévként felvették a Bunkert, majd 1843-ban egy kettős esküvőn feleségül vették a két Yates lányt, Adelaide-et és Sarah-t. Egy ideig együtt éltek, de a két nővér veszekedései miatt, Csang és Eng kénytelen lett külön háztartást vezetni, egymástól két és fél kilométerre. Három napig az egyik házban, majd három napig a másik házban laktak. Összesen 21 gyermekük született, Engnek hat fia és öt lánya, Csangnak hét lánya és három fia. Valamennyien egészségesen látták meg a világot, kivéve Csang egyik fiát és lányát, aki siketnémának született. Az ikreknek eddig nagyjából 1500 leszármazottja látta meg a napvilágot.
Az amerikai polgárháborúban elvesztették vagyonuk jelentős részét és rabszolgáikat, ezért 1869-ben ismét európai turnéra utaztak. A rosszabb kedélyű Csang erősen inni kezdett, és 1870-ben agyvérzést kapott. Négy év múlva egy éjszaka az ikrek meghaltak. Csang tüdőgyulladás miatt vesztette életét, Enggel mintegy három óra múlva szívroham végzett. Amerikába érkezésük után felmerült, hogy sebészi úton talán szét lehetne választani őket, de Csang és Eng, mivel tartott a műtéttől, illetve jól hozzászokott különös állapotához, nem vállalta a beavatkozást.
A testvérek jól lőttek, úsztak, futottak, szexuálisan aktívak voltak. Szerették a finom szivarokat, az irodalmat, a divatos ruhákat. Eng volt a nyugodtabb, kedvelte az éjszakába nyúló pókerpartikat. Csang sokat ivott, ilyenkor nehezen kezelhető lett.